# Cho Jun-ho
Cho Jun-Ho (Busan, 16 de dezembro de 1988) é um judoca sul-coreano que conquistou uma medalha de bronze nas Olimpíadas de 2012 na categoria até 66 kg.